# 漢普登 (麻薩諸塞州)
漢普登（英語：Hampden）是一個位於美國麻薩諸塞州漢登縣的鎮。

## 人口
根據2020年美國人口普查的數據，漢普登的面積為50.90平方千米，當中陸地面積為50.90平方千米，而水域面積為0.00平方千米。當地共有人口4966人，而人口密度為每平方千米98人。